# Wallaby
A wallaby (IPA: ˈwɒləbi) kis- vagy közepes termetű kengurufajta, amely Ausztráliában és Új-Guineában őshonos, de Új-Zélandon, Hawaii-on, az Egyesült Királyságban
 és más országokban is előfordul. Ugyanabba a családba tartoznak, mint a kenguruk, de a kenguruk kimondottan a család egyik legnagyobb fajainak számítanak. A "wallaby" kifejezés egy informális megnevezése a Macropodidae családba tartozó állatnak, amely kisebb, mint egy kenguru.